# Bakugan Battle Brawlers (sæson 1)
Bakugan Battle Brawlers (爆丸バトルブローラーズ Bakugan Batoru Burōrāzu), dansk titel Bakugan Kamp Klanen, er en Japansk fantasi-eventyr anime tv-serie fra 2007 baseret på et strategispil kaldet Bakugan, som er udviklet af Sega Toys and Spin Master. Serien blev produceret af TMS Entertainment med Mitsuo Hashimoto som instruktør. Historien handler om skabninger som hedder Bakugan og Kamp Klanen som har dem.
Serien havde første gang premiere i Japan på TV Tokyo den 5. april 2007. Nelvana Enterprises producerede en engelsk udgave, som blev sendt på det canadiske tv-netværk Teletoon i juli 2007. Serien havde også premiere den 24. februar 2008 på den amerikanske tv-kanal Cartoon Network. Serien blev vist i Danmark på Cartoon Network i 2008 og senere på TV 2 den 14. marts, 2009 TV 2 Danmark. En sæson 2 med titlen Bakugan Battle Brawlers: New Vestroia i 2009.
Fire stykker temamusik bruges til serien; to åbningstemaer af Psychic Lover og to afsluttende temaer. I Skandinavien blev en række udvalgte afsnit fra sæsonen udgivet på DVD udgivet af Cartoon Network og K.E. Media på dansk, finsk, norsk og svensk. Alle udgivelser indeholdt fire afsnit, med undtagelse af volume 1 som havde fem. Af ukendte grunde blev afsnit 26 ikke udgivet på DVD.

## Afsnit
| Nr. | Japansk titel Engelsk titel Dansk titel                                                                                   | Japansk sendedato i Japan |
| --- | --- | ------------------------- |
| 1 | "Bakugan: The Battle Begins""Dragekrigere" "Bakugan – Kampen begynder" "真夏の夜の夢"                                     | 5. april 2007             |
| Kampen begynder da historien om hvordan spillet bakugan blev opfundet af Dan Kuso og mange andre børn, og hvordan det hurtigt blev populært over hele verden. Dan kæmper mod en ung dreng, Akiras ældre bror, Shuji, mens Drago og en mystisk hvid drage kendt som Naga kæmper i Vestroia, hvor dragen fanger sig selv i stilhedskernen, som følge af at have forsøgt at absorbere Evighedskernen Stilhedskernen og den førstnævnte er havnet i menneskeverdenen. Dan slår hurtigt sin modstander, men i en omkamp er tingene langt mere ophedede. Drago og en Darkus Bakugan kaldet Fear Ripper slås, netop som Dan får øje på dem. Deres kamp bliver afbrudt, da Dragos kamp kommer i vejen, og Dan får derefter Drago med i kampen og giver ham sit navn. | |                           |
| 2 | "Masquerade Ball""Manden som hidkaldte en storm" "Masquerades bal" "嵐を呼ぶ男"                                           | 12. april 2007            |
| I skolen forsøger Dan at vise, at Drago kan tale, men ender kun med at få ballade. Drago forsøger at slippe væk i panik, men bliver fanget af læreren. Da Dan kommer hjem, får han at vide af Runo, at hun tabte en kamp til Masquerade og mistede sine Bakuganer, fordi han tog dem. Da de andre taler om den mystiske nye Darkus-kæmper, beslutter Dan sig for, at han vil kæmpe mod ham. Shuji dukker op igen til endnu en omkamp og taber. Masquerade kommer, og de starter kampen, men det er ikke engang en udfordring for ham, da han hurtigt slår næsten alle Dans Bakuganer, undtagen Drago som han vælger at skåne, med "Dommedagskortet", der stopper alle egenskaber. | |                           |
| 3 | "A Feud Between Friends""Gør som du synes" "En fejde mellem venner" "ガッツだぜ!!"                                        | 18. april 2007            |
| Masquerade dukker op igen og giver Dommedagskortet til en mystisk kæmper, mens Dan træner med Drago for at kæmpe mod ham igen, selvom Drago og Dan fortsætter med at skændes og slås. Marucho konkluderer, at hans forrige kamp var uafgjort, og at feltet selvdestruerede på grund af Dragos styrke. Dan og Drago begynder at enes, da Runo finder en Haos Tigrera, en anden talende Bakugan. Dan kæmper derefter mod den mystiske kæmper ved navn Rikimaru. Dan slår ham knap nok takket være Dragos geniale taktik. De skændes om resultatet, og Dan kaster derefter Drago i floden. | |                           |
| 4 | "Dan and Drago""Røde bånd" "Dan og Drago" "君といつまでも"                                                                | 25. april 2007            |
| Dan fortæller de andre om Drago og bliver frustreret over, hvordan de ikke er enige med ham. Dan går derefter elendigt igennem sin skoledag og giver Drago skylden for sin ulykke. Ryo, en dreng i sin klasse, viser ham strategier, hvorefter Masquerade giver Ryo et Dommedagskort og fortæller ham, at han skal hævne sig på Dan. Dan taber kampen og indser sin fejl ved kun at fokusere på sejren og styrken magten i Bakugan. I floden, indser Drago indser derefter sine egne fejl for at have været for hård ved Dan. Dan går derefter ud og får Drago ud af floden, begge undskylder til hinanden. De beslutter sig derefter for at lægge deres forskelligheder til side og arbejde sammen som et rigtigt team. | |                           |
| 5 | "Runo Rules"Hader men elsker "Runo styrer" "憎いあンちくしょう"                                                           | 3. maj, 2007              |
| Dan taler med sine venner, indtil hans mor beder ham, om at løbe et ærinde. I mellemtiden udfordrer Masquerade en bølle ved navn Tatsuya og vinder nemt over ham med dommedagskortet. Dan og Runo møder endelig hinanden efter at have løbet ind i hinanden, men da Dan smutter, finder Runo sin Bakupod på jorden med en besked fra Masquerade, der udfordrer ham. Runo beslutter sig derefter for at kæmpe mod ham i stedet for Dan, men kommer i stedet til at kæmpe mod Tatsuya. Dan finder dem og lader Runo kæmpe i hans sted. Runo formår at slå ham med Tigreras hjælp. | |                           |
| 6 | "A Combination Battle""Tiger & drage" "En kombinationskamp" "タイガー&ドラゴン"                                           | 10. maj, 2007             |
| Dan og Runo skændes om, hvilke forlystelser de skal prøve, da de pludselig bliver afbrudt af to tvillinger ved navn Kenta og Kenji, der udfører et trylleshow. De bliver narret til at gå på scenen, for så at erfare, at det hele er en fælde som er lagt af Masquerade. De starter derefter en kombinationskamp, men Runo og Dan kan ikke helt arbejde sammen. Runo formår at trække en vinderstrategi frem med sine egenskabskort og giver Dan og Drago overtaget i den sidste del af kampen. De er så i stand til at gennemskue tvillingernes plan og formår at sejre. | |                           |
| 7 | "Bakugan Idol""Kamæleonhær" "Bakugan idol" "君といつまでも"                                                               | 17. maj, 2007             |
| En mærkelig talende Bakugan hopper på en fugl i begyndelsen af afsnittet, mens Dan og Runo taler med de andre om noget sært byggeri, der foregår i byen. Det viser sig, at dette sted er Maruchos hus, og han er endelig flyttet ind i Dans by. Efter at Julie bliver jaloux over, at hun ikke var inviteret over til Maruchos hjem, påstår Runo, at hun har glemt det. Dan benytter øjeblikket til at drille hende og sige at hun har svært ved at have styr på tingene. Marucho ser dem skændes med hinanden. Han begynder at give dem en rundtur i det enorme palæ, da de løber ind i den mystiske Bakugan, hvis navn er Aquos Preyus. I mellemtiden er Masquerade tilbage igen og giver popidolerne Jewel og Jenny Dommedagskort. De kommer uanmeldt til Maruchos fest og udfordrer Dan og Marucho til en kombinationskamp. Preyas formår at trække et par tricks frem og vender kampen til deres fordel. | |                           |
| 8 | "Girls Just Wanna Have Fun""Vær stille" "Piger vil bare have det sjovt" "美·サイレント"                                   | 24. maj, 2007             |
| Kampen fortsætter, hvor Marucho med nød og næppe formåede at vinde mod popidolerne med elementkombinationen, der modarbejder deres egen kombination. Ligesom det ser sort ud for Drago, formår Preyus endnu en gang at hjælpe med sin evne til at skifte kvalitet og vinde kampen. Efter kampen forklarer Drago sin situation med sin hjemverden Vestroia, og om det begyndende afsnit med hans konfrontation med den oprørske Bakugan, der var direkte ansvarlig for Vestroias sammenbrud til kaos. I Vestroias centrum befinder de to kerner sig, som Naga forsøgte at absorbere for at få den uendelige styrke, men slap i stedet al stilhedskernens negative energi ud i Vestroia, hvilket påvirkede mange Bakuganer og væltede også ind i menneskeverdenen. Drago forklarer derefter, hvordan Naga fandt en vej ind til Vestroias centrum ved hjælp af et menneske, som uforsætligt kom ind i Vestroia på egen hånd. Han forklarer derefter sit ultimative mål: at returnere både Evighedskernen og Stilhedskernen til deres retmæssige pladser i Vestroia, før de går i opløsning til intetheden. | |                           |
| 9 | "Fight or Flight""I kærlighedens navn" "Fight eller flygt" "愛という名のもとに"                                           | 31. maj 2007              |
| Muu og hendes venner Takashi og Kosuke venter i lufthavnen på hendes lillebror Makoto, som ikke er kommet hjem i meget lang tid. Pludselig kommer Masquerade og giver drengene Dommedagskort. Alice kommer for at være sammen med gruppen og ankommer fra Moskva med fly. Hun er bange for at fortælle dem sine syn, der involverer hendes bedstefar Michael, men netop som de er ved at virkelig lærer hinanden at kende, bliver de udfordret af de to brødre. Siden Dan er faret vild i lufthavnen, kæmper Runo og Marucho uden ham. Brødrene tror, at deres ønske om at Muu skal se sin bror igen, vil gå i opfyldelse ved at slå dem begge to. De bruger et nyt trick kaldet Skindkamp som eliminerer en af Maruchos Bakuganer, men til sidst trækker Marucho og Runo sejren ud efter at have hørt Muus bønner om at stoppe med at kæmpe. | |                           |
| 10 | "A Perfect Match""Ser på samme måne" "Et perfekt par" "同じ月を見ていた"                                                  | 7. juni, 2007             |
| Efter at Julie Makimoto taber til sin barndomsven Billy Gilbert, som fortæller hende at han fandt sin talende Bakugan Subterra Cycloid i Bakugan-dalen. Julie tager der ud næste dag for at finde sin egen talende Bakugan, men hun vender hjem uden noget. Hun finder bagefter en talende Bakugan som hedder Subterra Gorem i sit soveværelse, efter at hun var ærlig overfor sig selv. Sammen slår de Billy og Cycloid, og de sidstnævnte får respekt for Julie. Gorem bliver et medlem af Kamp Klanen. | |                           |
| 11 | "Grandpa's Brand New Bakugan""Drengen i blæsten" "Bedstefars nye Bakugan" "風の中の少年"                                  | 14. juni, 2007            |
| Efter at Dan knap nok vinder over endnu en af Masquerades håndlangere, beslutter de at få Dans barndomsven Shun med på holdet. Men Dan er imod det, så Runo og MArucho tager hemmeligt afsted hen for at besøge Shun, som bor hos sin bedstefars japanske dojo. Shuns bedstefar vil ikke lade dem tale med Shun, fordi at han ville have at hans barnebarn skal fokusere på sin ninja-træning. Men Da de så endelig slipper fordi bedstefaren, prøver de at overtale Shun, men han nægter. I et skur tæt på dojoen taler Shun, med sin Bakugan Ventus Skyress som overtaler ham, til at tale med dem. Da Runo og Marucho er ved at rejse igen, udfordrer Shun dem, og ender med at vinde kampen. | |                           |
| 12 | "Bakugan Stall""Tid, stop" "Shuns udfordring" "風の中の少年"                                                              | 21. juni, 2007            |
| Dan fortæller Drago, om hvorfor han og Shun er uvenner. Mens han og Shun var i gang med at udbygge Bakugan-spillet, begyndte Shun at forsvinde tilfældigt. Det afsløres så, at Shuns mor Shiori Kazami er syg og ved at dø. Så en dag udfordrer Shun Dan til en kamp i håb om at kunne sin mor. Men hans øjne bliver dækket i tårer, og han ender med at skyde sin Bakugan ud på det forkerte kort, så Dan vinder kampen. Dan og Shun bliver hurtigt kørt hen til hospitalet. Shun løber hen til afdelingen hvor hans mor ligger, og hun giver ham Ventus Skyress (som hun i den japanske version vil give ham som fødselsdagsgave). Hun går herefter så i koma (hun dør i den japanske version) og Shun er knust over det. I nuet bliver Shun klar over, at hun vidste, at Bakugan var det, han elskede allermest og at hun vil have ham til at være lykkelig. | |                           |
| 13 | "Just For The Shun of It""Lidenskabens storm" "Shun kommer ind i billedet" "情熱の嵐"                                     | 21. juni, 2007            |
| Dan finder ud af, at Runo og Marucho har været ovre at besøge Shun. Så han vælger at tage der hen, for at besøge sin gamle ven, men opdager at han er sammen med Masquerade, men nægter at kæmpe i hold med ham. De udfordrer begge to Dan til kamp. Dan taber næsten hele kampen, og Masquerade sender sin tidligere Darkus Bakugan-partner Reaper til dommedagsdimensionen med hans nye Bakugan-partner Darkus Hydranoid. Shun er forarget over Masquerades handlinger og arbejder sammen med Dan for at besejre ham. Det lykkedes for dem at besejre Hydranoid, og Masquerade tager Hydranoid med sig og flygter. Bagefter besejrer Shun Dan. Efter kampen, bliver Dan og Shun venner igen. | |                           |
| 14 | "The Story of Vestroia"En midsommernats drøm "Vestroias historie" "真夏の夜の夢"                                          | 5. juli, 2007             |
| Alice fortæller Kamp Klanen, at Dr. Michael Gehabich er hendes bedstefar, så de flyver i Maruchos privatfly til hans laboratorium i Moskva, for at finde en forbindelse mellem ham og Vestroias fortid. I mellem tiden rekruttere Masquerade fem dygtige Bakugan-spillere til at skaffe Klanen af vejen. | |                           |
| 15 | "Duel in the Desert"Ha. Som GODT "Duel i ørkenen" "ハッとして!Good"                                                       | 12. juli, 2007            |
| Klanen rejser til Bakugan-dalen for at finde Evighedskernen der. | |                           |
| 16 | "No Guts, No Glory"Det er mod!! "Hvo intet vover" "ガッツだぜ!!"                                                          | 19. juli, 2007            |
| Klanen begynder at mistænke at der er en spion i blandt dem, fordi Masquerade og hans kæmpere dukker hele tiden op alle steder hvor de befinder sig. Så Shun vælger at afprøve sin teori ved at flyve til en anden del af Bakugan-dalen. Her bliver Dan udfordret af den 3. bedste Bakugan-spiller Chan Lee. Efter en tæt kamp, stiger Dragos G-kraftniveau fra 340 til 380 uden Dans assistance som følge af starten på hans udviklingsprocess. | |                           |
| 17 | "BFF Best Friends Forever"Hos dig for evigt "V.F.E – Venner for evigt" "君といつまでも"                                   | 26. juli 2007             |
| Marucho og Preyas bliver udfordret af den 2. bedste Bakugan-spiller Klaus von Hertzon til en kamp, men Preyas bliver sendt til Dommedagsdimensionen af Klaus’ Aquos Sirenoid. Marucho bliver så gal, at han stormer efter Klaus, som forsvinder igennem en portal efterfulgt af Runo som prøver at standse ham. | |                           |
| 18 | "Evolution Revolution"Glimt! "Evolution revolution" "フラッシュ!"                                                         | 2. august, 2007           |
| Marucho og Runo vågner op i et mystisk gammelt palæ, som viser sig at være Masquerades tilholdssted og basen for hans aktiviteter. De finder ud af, at Masquerade prøver at finde den Ultimative Bakugan, som er kraftfuld nok til at kunne holde Evighedskernen. Men før de kan finde ud af mere, dukker Masquerade og Julio op. Julio udfordrer dem til en kamp, som Runo tager imod i håb om at kunne hævne tabet af Preyas. Dan åbner sit eget feltkort og bliver teleporteret til palæet og Runo. Sammen kæmper Dan og Runo mod Julio og hans Haos Tentaclear. Kampen er intens og Drago taber næsten i sidste runde, men hans G-kraft niveau stiger igen uden Dans assistance. Gruppen finder ud af, at Dragos udviklingsprocess er startet, og Runo slutter Tigrerra til kampen og vinder. Tilbage på flyet konkluderer Klanen, at deres Bakuganer må blive de ultimative Bakuganer inden Hydranoid. | |                           |
| 19 | "Julie Plays "Hard Brawl""Minderne falder "Julies høje indsats" "想い出ぼろぼろ"                                          | 9. august, 2007           |
| Om morgenen drøfter Klanen igen hvad de havde erfaret om Bakugan-udviklinger. Dan og Runo, som ikke kan blive enige om hvorledes de bør takle den nuværende situation, ender med at de kommer op og skændes, og Julie som er på Dans side og vil redde Billy fra Masquerades hjernevask går med Dan. Dan og Julie går en tur rundt i en tysk by, hvor de møder Billy som udfordrer Julie til en kamp. Kampen er stenet, og Julie og Gorem bliver næsten sendt til Dommedagsdimensionen, men reddes af Billy som får øje på den lille Cowboy-dukke som Billy gav hende i børnehaven. Billy forråder Masquerade, som ankom for at overtale ham til at sende hende til Dommedagsdimensionen. | |                           |
| 20 | "A Little Help from my Friends"Morgendagens blæst vil blæse i morgen "Med lidt hjælp fra vennerne" "明日は明日の風が吹く" | 16. august, 2007          |
| Klanen erfarer fra Billy, hvordan alle top Bakugan-spillerne blev inviteret med til "festen" i Masquerades tilholdssted og at Naga ikke har udviklet sig til en ultimativ Bakugan, men er fanget i Stilhedskernen. Dan er rasende over, hvad han lige har hørt kommer i endnu et skænderi med Runo. Shun forlader gruppen, fordi han føler at med den tilstand gruppen er i nu, kan ingen i Kamp Klanen slå Masquerade. Alice følger efter ham og fortæller ham at han har brug for hans venner, men Shun er ikke enig. Pludselig dukker Komba op som vil have hævn over hans nederlag. Men kampen går kun dårligt for ham, og han ender med at tabe. Shun indser, at Alice havde ret, og Dan dukker op og beder om ham at slutte sig til gruppen igen, og Shun siger ja og afsnittet slutter med at Komba tigger om at komme i lære hos Shun. | |                           |
| 21 | "My Good Friend"Vi er gode venner "Venskab slår alt" "我が良き友よ"                                                       | 23. august, 2007          |
| Klanen flyver Komba hjem til sit hjemland Kenya. Efter de sætter ham af, udfordres de af Klaus, Chan og Julio som alle tre er sendt af Masquerade er sendt for at skaffe dem af vejen en gang for alle. Dan, Runo og Marucho tager imod udfordringen, men Julie, Shun og Alice er bekymret at de ikke vil kunne arbejde sammen som følge af deres forrige skænderi. Klaus viser dem Preyas som faktisk ikke blev sendt til Dommedagsdimensionen og han overbruger Preyas mange gange for at gøre Marucho ked af det. Dan, Runo og Marucho kæmper mod dem, men deres forrige skænderi gør dem ude af stand til at samarbejde og næsten alle deres Bakuganer bliver sendt til dommedagsdimensionen. Men ta Tigrerra stopper deres skænderi og fortæller dem, at et nederlag kan give en Bakugan hukommelsestab, og de bruger det til at få Preyas tilbage fra Klaus. | |                           |
| 22 | "Drago's on Fire"Solen vil stå op igen "Drago i flammer" "陽はまた昇る"                                                   | 30. august, 2007          |
| Nu hvor Preyas er tilbage efter det forrige afsnit, går kampen lidt bedre for Klanen og det lykkedes dem at nedkæmpe top spillernes resterende Bakuganer. Klaus forsøger at sende Preyas til Dommedagsdimensionen med sin Mineånds-kommandokort. Det lykkedes Marucho at redde Preyas i tide med sit nyeste egenskabskort, Luftspejling. Som modsvar åbner Chan sit kvartetkamp-kort og Drago bliver sendt ud på feltet og står overfor Sirenoid, Fourtress og Tentaclear. Med hjælp fra Tigrerra og Preyas stiger Dragos kraftniveau voldsomt og han bliver indkapslet i en meteor. Alle ser forbløffet på hvad der sker, og Drago bryder snart ud af meteoren i sin nyudviklede form Pyrus Delta Dragonoid. Dan bruger sit nye egenskabskort og vinder kampen. Klaus, Chan og Julio accepterer deres nederlag, og indser at deres handlinger var forkerte. De slutter fred med Kamp Klanen, og Klaus giver Preyas tilbage til Marucho. Afsnittet slutter med, at Chan fortæller dem at hun kender Webmaster Joe som bor på et hospital.                                                               | |                           |
| 23 | "Say It Ain't So, Joe"Den generte "Sig det er løgn, Joe" "内気なあいつ"                                                   | 6. september, 2007        |
| Klanen ankommer til hospitalet hvor Joe bor på. De går ind i hospitalet og går op til værelse 501 hvor Joe er indlagt. Dan som vil finde ham farer vild i hospitalet og mister Drago af en dreng. Klanen møder Joes mor, som fortæller dem at Joe er på hospitalet for at gennemgå nogle tester. Imens møder Dan drengen som fandt Drago tidligere og giver ham til ham. Han præsenterer sig selv som Joe og Dan bliver hurtigt fjendtlig overfor ham. De går op på taget, hvor de kæmper sammen. Dan er forundret over, at det er Joes allerførste Bakugan-kamp. Joe besvimer pludselig og bliver taget hen til venteværelset hvor Joes mor og gruppen venter på at han vågner op. Han vågner, og fortæller dem at han havde en drøm om en Bakugan som hedder Wavern som er Nagas tvillingesøster og Evighedskernens nuværende besidder. Joe bliver optaget som et nyt medlem af Kamp Klanen. | |                           |
| 24 | "The Secret of Success"Den yngre dreng "Opskriften på success" "年下の男の子"                                             | 13. september, 2007       |
| Klanen vender hjem til Wardington og går hver til sit. Imens Alice er ud for at købe ind for Runos forældres restaurant, møder hun en yngre dreng som hedder Christopher, som er træt af at spille Bakugan, fordi at han tvinges af en dreng ved navn Travis til at kæmpe så han kan vinde over Christopher hver gang. Kampen er først lidt besværligt, men Christopher vinder til sidst med Alices vejledning og støtte. Han opdager også, at hans Bakugan Juggernoid kan tale. I mellemtiden, kommer Runo i tanke om, dengang de erfarede at Webmaster Joe ikke er Masquerades spion, men måske en anden i Kamp Klanen. | |                           |
| 25 | "Trust Me"Hjerternes es viser sig ikke "Stol på mig" "ハートのエースが出てこない"                                         | 20. september, 2007       |
| Dan hører fra Alice, at Runo har brugt næsten hele sin arbejdsdag på at holde øje med hende fordi at hun mistænker Alice for at være Masquerades spion. Imens begynder Julie at mistænke Shun for at være spionen, fordi han er en ensom ulv. Marucho er ikke overbevist, og vælger så at tjekke deres hjemmesides chatrum for mistænkelig aktivitet. Imens Dan og Runo går en tur i centret, fortæller han hende at han ikke tror på hendes mistanke om Alice, men er overbevist om at hun kunne være spionen, på grund af at hendes bedstefar Dr. Michael Gehabich er Hal-G. Deres samtale bliver afbrudt af Shuji, Akira og Nene som udfordrer dem til en kamp. Under kampen nægter Runo at tage imod Alices råd om hjælp, men Dan tror tadig ikke Runos mistanke og siger hun skal stoppe med at mistænke Alice. Til sidst bliver Alice og Runo venner igen, og Shun og Skyress afklarer misforståelsen med Julie. Marucho kommer for at fortælle dem om, at han har fundet tegn på mistænkelig aktivitet, men gør det ikke, og byder på en fest.                                                   | |                           |
| 26 | "Doom Dimension or Bust"Sover som en vise "Til dommedagsdimensionen os skiller" "バラードのように眠れ"                    | 27. september, 2007       |
| Hjemme hos Runo, opdager hun at hun ikke har mange Bakuganer tilbage. Af frygt for at miste Tigrerra til Dommedagsdimensionen beslutter hun, at holde op med at kæmpe, men hun ombestemmer sig. Imens besejrer Masquerade sine tidligere håndlangere top spillerne en efter en og sender deres Bakugan-partnere til Dommedags-dimensionen for at få Hydranoid til at udvikle sig. Hydranoid udvikler sig i kampen mod Klaus og sender hans Sirenoid til Dommedagsdimensionen. Dette afsnit udkom aldrig på købevideo i Skandinavien | |                           |
| 27 | "Showdown"Solnedgang "Opgør" "落陽"                                                                                       | 4. Oktober, 2007          |
| Klanen opdager at, Masquerade har slået alle sine tidligere allierede, top Bakugan-spillerne, og at Hydranoid har udviklet sig til Dual Hydranoid. Så Masquerade og Dan har endnu en kamp. Drago ender til sidst med at tabe, og bliver sendt til Dommedags-dimensionen. Inden portalen lukker sig, springer Dan ind efter ham, mens hans venner kun kan se på. | |                           |
| 28 | "The Brawlers' Last Stand"Tygger På Mine Læber "Klanens sidste bastion" "唇をかみしめて"                                  | 11. Oktober, 2007         |
| Afsnittet starter med seks stemmer som drøfter Vestroias kollaps og at de har brug for nye krigere til at redde Vestroia. I Dommedags-dimensionen, møder Drago Reaper som fortæller ham, at han aldrig vil slippe ud. Kort efter genforenes han med Dan. I Wardington spørger Dans mor Miyoko Kuso Runo hvor Dan er. Runo svarer ikke og løber grædende væk. De opdager snart at Shun modtog et brev fra Masquerade som udfordrer ham til kamp. Ved tusmørke, ringer Runo til Miyoko at Dan snart kommer hjem, så Miyoko vælger at finde hende. Shun og Klanen, undtagen Alice, møder Masquerade ved en forladt fabrik. Miyoko finder dem, men når kun at se dem. Mens tiden stopper, imens kampen indledes forsvinder det hurtigt, og Klanen er ingen steder at se. Miyoko, som ikke ved hvem Masquerade er, spørger ham hvor de er. Han svarer at de er i Dommedags-dimensionen. I Dommedags-dimensionen ser seks Bakuganer igennem en kugle at Klanen lige er kommet der, og de beslutter sig for at afprøve deres færdigheder.                                                                      | |                           |
| 29 | "Nightmare in Doomsville"Mig og hendes omstændigheder "Mareridt i Dommedagskøbing" "彼女と私の事情"                       | 18. oktober 2007          |
| 30 | "I am Marhucho! Hear Me Roar!"For mig at være mig "Jeg er Marucho! Hør mig brøle!" "僕が僕であるために"                   | 25. oktober 2007          |
| 31 | "A Place Far from Home"Solnedgangen græder "夕陽が泣いている"                                                             | 1. november 2007          |
| 32 | "Play Nice Runo" "気になるあいつ"                                                                                         | 8. november 2007          |
| 33 | "You're Going Down Clown"Hvem der! "誰だ!"                                                                                | 15. november 2007         |
| 34 | "Home Sweet Home"Lys i mørket "闇に光を"                                                                                  | 22. november 2007         |
| 35 | "Dan's Last Stand"Brændvarme hjerter "熱き心に"                                                                           | 29. november 2007         |
| 36 | "Show Me What You've Got!"Sommersne "夏に降る雪"                                                                          | 6. december 2007          |
| 37 | "You Say You Want an Evolution!"Farligt par "危険なふたり"                                                                | 13. december 2007         |
| 38 | "Behind the Mask of Masquerade" "小新古団"                                                                                | 20. december 2007         |
| 39 | "Masquerade Unmasked"Uendelig rejse "終わりなき旅"                                                                        | 27. december 2007         |
| 40 | "Alice Gets Schooled"Indtil i dag fra i morgen "今日までそして明日から"                                                   | 22. december 2008 i USA   |
| 41 | "A Fish Called Tayghen"Isens verden "氷の世界"                                                                            | 10. januar 2009           |
| 42 | "The Race to Vestroia"Jeg må ikke standse "どうにもとまらない"                                                            | 10. januar 2008           |
| 43 | "Next Stop Naga-Vile"En soldats hvile "戦士の休息"                                                                        | 17. januar 2008           |
| 44 | "It's a Long Shot!"Snigskytte "狙いうち"                                                                                  | 24. januar 2008           |
| 45 | "Ground Control to Major Dan"Tror du, at det her er en vits? "冗談じゃねぇ"                                               | 31. januar 2009           |
| Stederne som Naga's krigere ankommer til, ser ud til at være Las Vegas, Den Kinesiske Mur, Den Røde Plads i Moskva | |                           |
| 46 | "The One Hit Wonders" "男の勲章"                                                                                          | 7. februar 2008           |
| 47 | "Here's Mud in Your Eye!"Godnat baby "グッド·ナイト·ベイビー"                                                             | 14. februar 2008          |
| 48 | "R is for Revenge"Dette er mit livsførelse "これが私の生きる道"                                                           | 21. februar 2008          |
| 49 | "Showdown in Wardington" "翼の折れたエンジェル"                                                                           | 28. februar 2008          |
| 50 | "The Good, The Bad and the Bakugan"For os, er der ingen i morgen "俺たちに明日は無い"                                     | 6. marts 2008             |
| 51 | "The Final Brawl"Brændende liv "命燃やして"                                                                               | 13. marts 2008            |
| 52 | "GAME OVER"Det skjulte lys "隠された光"                                                                                   | 20. marts 2008            |